# Friedrich Materna
Friedrich Materna (* 21. Juni 1885 in Hof, Mähren; † 11. November 1946 in Wien) war ein Offizier des österreichischen Bundesheeres und zuletzt General der Infanterie der deutschen Wehrmacht im Zweiten Weltkrieg.

## Leben
Als Sohn des Schuldirektors Hermann Materna und der Anna Falkowsky 1885 in Mähren geboren, besuchte ab 18. August 1904 als Fähnrich in die Königsfeld-Kadettenschule und trat am 1. Mai 1905 beim Infanterie-Regiment Nr. 97 in die k.u.k. Armee ein, wo er am 1. November 1905 zum Leutnant befördert wurde. Von 1910 bis Herbst 1913 besuchte er die Kriegsschule in Wien und diente 1913/15 als Offizier im Generalstab der 4. Infanterie-Brigade in Jaroslau. 1917/18 war er bevollmächtigter Generalstabsoffizier beim Heereskommando Erzherzog Eugen in Italien. Am 23. Juli 1918 heiratete er die Baronesse Helene Rajacsich-Brinski.
Im September 1920 trat er in das Ministerium für Heerwesen ein und wurde am 1. Januar 1921 zum Oberstleutnant ernannt. Von 1926 bis 1928 kommandierte er die 2. Brigade des Bundesheeres in Wien. Seit 1. Juni 1929 zum Oberst befördert wurde er im Oktober 1929 Fachreferent im Heeres-Inspektorat. Zwischen 1931 und 1934 diente er in der Abteilung 2 des Bundesministeriums für Heerwesen. Materna wurde am 25. Juni 1935 zum Generalmajor des österreichischen Bundesheeres befördert und übernahm als Nachfolger von Oberst Friedländer am 1. September 1936 den Vorstand der Ausbildungsabteilung im Bundesministerium für Landesverteidigung. Im selben Jahr erhielt er das Offizierskreuz des österreichischen Verdienstordens.
Nach dem deutschen Einmarsch in Österreich wurde er am 13. März 1938 als Generalmajor in die deutsche Wehrmacht übernommen. Am 1. April 1940 erhielt er das Kommando über die 45. Infanterie-Division, mit welcher er 1939 am Polen- und 1940 am Westfeldzug teilnahm. Am 1. Juni 1939 war er zum Generalleutnant aufgestiegen und am 1. November 1940 zum General der Infanterie befördert worden. Am 5. August 1940 wurde Materna das Ritterkreuz des Eisernen Kreuzes verliehen und am 15. Dezember 1942 wurde er mit dem Deutschen Kreuz in Gold ausgezeichnet. Vom 25. Oktober 1940 bis zum 10. September 1942 war er Kommandierender General das XX. Armeekorps, mit welchem er ab Juni 1941 an der Operation Barbarossa teilnahm. Zunächst bei der 9., später bei der 4. Armee an der mittleren Ostfront eingesetzt, stießen seine Truppen bis in den Raum Moskau vor und mussten nach der sowjetischen Gegenoffensive im Raum Wjasma in den Stellungskrieg übergehen.
Vom 1. Februar bis Ende 1943 fungierte er als Kommandierender General des Stellvertretenden Generalkommando XVIII. Armeekorps im Wehrkreis XVIII mit Sitz in Salzburg. Am 10. Dezember 1943 gab Materna sein Kommando ab und wurde in die Führerreserve versetzt. Am 1. September 1944 wurde er aus dem aktiven Dienst der Wehrmacht verabschiedet.